# تپه چمیان
تپه چمیان مربوط به دوره صفوی است و در شهرستان خرم بید، بخش مشهد مرغاب، دهستان شهید آباد، ۳۰۰ متری جنوب غربی روستای شهیدآباد واقع شده و این اثر در تاریخ ۲۶ اسفند ۱۳۸۶ با شمارهٔ ثبت ۲۱۸۶۴ به‌عنوان یکی از آثار ملی ایران به ثبت رسیده است.